# Mehmudpur

Mehmudpur é uma aldeia no distrito de Shaheed Bhagat Singh Nagar, do estado de Punjab, Índia. Ela está localizada a 11 quilómetros de distância de Banga, a 13 quilómetros de Nawanshahr, a 5.4 quilómetros da sede do distrito Shaheed Bhagat Singh Nagar e a 104 quilómetros da capital Chandigarh. A aldeia é administrada por um Sarpanch, um representante eleito da aldeia.

## Demografia
De acordo com o censos de 2011, a aldeia tem um número total de 201 casas e uma população de 921 elementos, dos quais 462 são do sexo masculino e 459 são do sexo feminino de acordo com o relatório publicado pelo Censo da Índia em 2011. A taxa de alfabetização da aldeia é 80.14%, estando a média do estado situada nos 75.84%. A população de crianças sob a idade de 6 anos é de 80, que é 8.69% da população total da aldeia, e a relação do sexo das criança é aproximadamente 1207, quando comparada à média do estado de Punjab de 846. A maioria das pessoas pertence ao grupo Schedule Caste, constituindo cerca de 48.32% da população da aldeia. De acordo com o relatório publicado pelo Censo da Índia em 2011, 460 pessoas estavam envolvidas em actividades de trabalho fora da população total da aldeia que inclui 282 homens e 178 mulheres. De acordo com o relatório de pesquisa de censo de 2011, 97.39% dos trabalhadores descrevem seu trabalho como principal trabalho e 2.61% dos trabalhadores estão envolvidos na actividade marginal, que fornece subsistência por menos de 6 meses.

## Transporte
A estação ferroviária de Nawanshahr é a estação de comboio mais próxima, no entanto, a estação ferroviária de Garhshankar fica a 26 quilómetros de distância da aldeia. O Aeroporto de Sahnewal é o aeroporto doméstico mais próximo, encontrando-se a 55 quilómetros, em Ludhiana, e o aeroporto internacional mais próximo fica situado em Chandigarh. Outro aeroporto internacional, o de Sri Guru Ram Dass Jee, é o segundo aeroporto internacional mais próximo, que fica a 150 quilómetros, em Amritsar.